# The Front Page (1974)
The Front Page is een Amerikaanse filmkomedie uit 1974 onder regie van Billy Wilder. Het scenario is gebaseerd op het toneelstuk Reporter van de auteurs Ben Hecht en Charles MacArthur.

## Verhaal
Verslaggever Hildy Johnson is verloofd met Peggy Grant. Hij heeft genoeg van zijn baan in de pers en wil met zijn verloofde trouwen. Zijn hoofdredacteur wil dat Johnson verslag uitbrengt over de zaak rond moordenaar Earl Williams.

## Rolverdeling
| Acteur           | Personage      |
| ---------------- | -------------- |
| Jack Lemmon      | Hildy Johnson  |
| Walter Matthau   | Walter Burns   |
| Susan Sarandon   | Peggy Grant    |
| Vincent Gardenia | Sheriff        |
| David Wayne      | Bensinger      |
| Allen Garfield   | Kruger         |
| Austin Pendleton | Earl Williams  |
| Charles Durning  | Murphy         |
| Herb Edelman     | Schwartz       |
| Martin Gabel     | Dr. Eggelhofer |
| Harold Gould     | Burgemeester   |
| Cliff Osmond     | Jacobi         |
| Dick O'Neill     | McHugh         |
| Jon Korkes       | Rudy Keppler   |
| Lou Frizzell     | Endicott       |